# Lonđa, Glogovica i Breznica
Lonđa, Glogovica i Breznica este o arie protejată (sit de importanță comunitară — SCI) din Croația întinsă pe o suprafață de 120,09 ha, integral pe uscat.

## Localizare
Centrul sitului Lonđa, Glogovica i Breznica este situat la coordonatele 45°20′31″N 18°03′36″E / 45.342°N 18.06°E.

## Înființare
Situl Lonđa, Glogovica i Breznica a fost declarat sit de importanță comunitară în iulie 2013 pentru a proteja 2 specii de animale.

## Biodiversitate
Situată în ecoregiunea continentală, aria protejată conține 1 habitat natural: Cursuri de apă de la nivel de câmpie la nivel montan, cu vegetație Ranunculion fluitantis și Callitricho-Batrachion.
La baza desemnării sitului se află mai multe specii protejate:
- mamifere (1): vidră de râu (Lutra lutra)
- nevertebrate (1): Unio crassus